# F'Dérik (departement)
F'Derik är ett departement i Mauretanien.   Det ligger i regionen Tiris Zemmour, i den norra delen av landet, 900 km nordost om huvudstaden Nouakchott.